# Herois de Guararapes
Els herois de Guararapes (Francisco Barreto de Meneses, João Fernandes Vieira, André Vidal de Negreiros, Henrique Dias, Antônio Filipe Camarão i Antônio Dias Cardoso) van ser els líders de les tropes lusobrasileres en les batalles que tingueren lloc al turó de Guararapes els anys 1648 i 1649.
Les victòries en aquests combats van suposar un episodi clau de la Insurrecció Pernambucana contra el domini del Brasil neerlandès.

## Antecedents

Territori ocupat per Nova Holanda.

Al segle xvii, els Països Baixos van envair la regió nord-est del Brasil amb la intenció de dominar la producció i el comerç de sucre. L'any 1630, amb la captura de Recife i la destrucció d'Olinda, va fer el primer pas per conformar una colònia en el territori, Nieuw Holland, que es va estendre fins al Maranhão.
Una dècada després, els terratinents brasilers van començar a mostrar el seu descontent amb les exigències de la Companyia Neerlandesa de les Índies Occidentals i van tenir lloc diverses revoltes a escala local. L'any 1645, 18 líders civils i militars van reunir-se clandestinament, als afores de Recife, per organitzar l'aixecament contra els nord-europeus. La insurrecció pernambucana va concentrar els atacs en la capitania de Pernambuco, la més important de la colònia, amb resultats dispars. Portugal havia signat una treva amb Amsterdam i l'alçament nordestí no rebia, almenys oficialment, el suport de la corona; inclús el rei Joan IV va haver de redactar una carta sol·licitant als seus vassalls que deposessin les armes, escrit que no només fou menystingut pels rebels, sinó que els va provocar l'efecte contrari.

## Herois de Guararapes

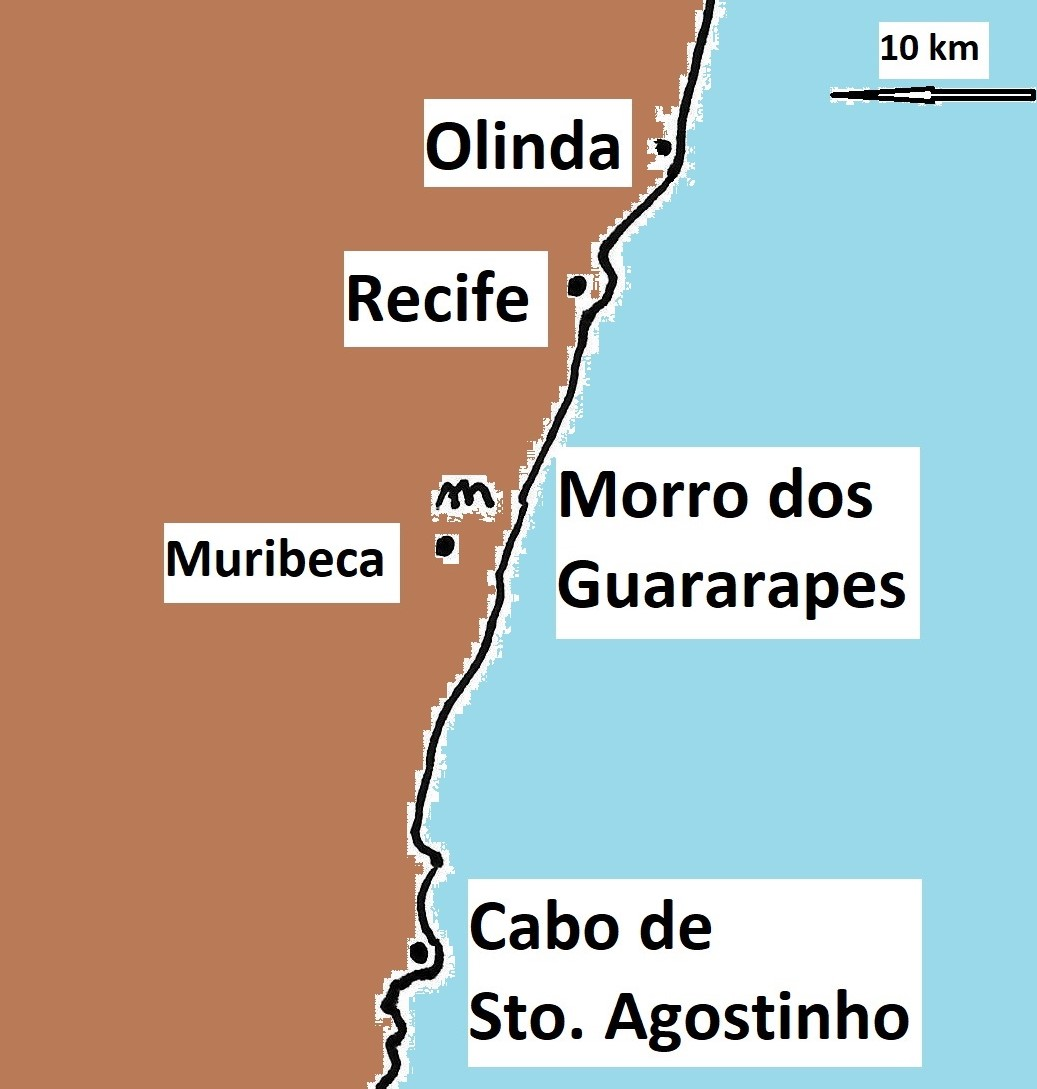
Mapa de la regió propera a Recife

El turó de Guararapes se situa al sud de Recife i va ser el lloc triat el 1648 pels lusobrasilers per emboscar els neerlandesos mentre realitzaven una expedició al sud, cap a Cabo de Santo Agostinho. Tot i la superioritat d'efectius i armament, el coneixement del terreny i el factor sorpresa van donar una clara victòria als insurrectes.
Un any després, el mateix escenari va viure un nou enfrontament. Els portuguesos van aconseguir novament una àmplia victòria, a més d'acabar amb el comandant neerlandés. Sense reforços provinents d'Europa, Nova Holanda va perdre progressivament el control del territori, fins a la definitiva capitulació el 1654.

### Francisco Barreto de Meneses
Va nàixer al Virregnat del Perú l'any 1616, fill d'un militar portuguès que, en l'època de la Unió Ibèrica, hi era destinat. Tenia formació i experiència militar, doncs havia lluitat a l'Alentejo en la guerra de Restauració portuguesa. Va ser designat per liderar l'Exèrcit Patriota per lluitar contra el Brasil neerlandès, amb el rang de Mestre de camp general i, després de les dues batalles de Guararapes, va rebre el sobrenom de "Restaurador".
Així, després de la capitulació de Recife el 1654, fou el designat per dirigir la capitania pernambucana i, a continuació, fou nomenat Governador General del Brasil, el màxim càrrec del govern colonial, que va exercir entre 1657 i 1663. Va morir al Brasil el 21 de gener de 1688.

### João Fernandes Vieira
Va nàixer a Funchal, c. 1610, amb el nom Francisco de Ornelas. A Pernambuco va començar a treballar d'encarregat en els ingenis sucrers arrabassats pels holandesos. Va anar ascendint i aviat es va fer amo d'algunes plantacions, va esdevenir regidor de Ciutat Maurícia (el nom que va rebre Recife durant l'ocupació neerlandesa) i era responsable de la recaptació dels impostos a les exportacions. Va amb Maria César, filla d'una important família de la ciutat.
Després de la marxa del governador Joan Maurici de Nassau-Siegen, la convivència entre catòlics i calvinistes va fer-se més complicada. Vieira era devot catòlic i això va motivar-lo a participar en el moviment de restauració portuguesa. A més, les exigències de la Companyia d'Índies als agricultors de Nova Holanda l'afectaven molt directament. Va rebre la patent de Mestre de camp, acumulant així responsabilitat civil i militar durant la revolta. Va liderar el terç més important en les dues batalles de Guararapes i se'l coneixia com Cap Suprem de la Revolució.
Per la seva participació en la Insurrecció, va ser designat com a Capità major de Paraíba i, després, d'Angola. A la seva tornada a Amèrica, va exercir durant dues dècades de Superintendent de les Fortificacions del Nord-est del Brasil, fins a la seva mort, el 10 de gener de 1681, a Olinda.

### André Vidal de Negreiros
Va nàixer l'any 1606 a Paraíba, fill de pares portuguesos. Va participar en la derrota portuguesa que va dur a la presa de Salvador per part dels neerlandesos. Va comandar terços en les dues batalles de Guararapes i va ser el cap de les tropes lusobrasileres que van reconquistar Recife el 1654.
Pel seu lideratge, va rebre diversos honors i fou nomenat, successivament, Capità Major de Maranhão, Grão-Pará i Pernambuco, després va ser governador de la colònia d'Angola i, finalment, va tornar a dirigir la capitania de Pernambuco. Ja retirat de la vida política, va finar al municipi de Goiana, el 3 de febrer de 1680.

### Henrique Dias
Va nàixer a la Capitania de Pernambuco (principis del s. xvii) de pares lliberts. Es va allistar voluntàriament i el seu lideratge fou cabdal per reclutar esclaus fugits de les plantacions de canya de sucre ocupades pels neerlandesos, lluitant a canvi de la llibertat. Va perdre una ma en combat, a causa d'un tret.
Sobre la carta de Joan IV, demanant a les tropes que abandonessin la lluita, Dias va escriure: «I encara que el Governador i Sa Majestat ens manin retirar-nos cap a Bahia, abans de fer-ho els hem de respondre, i donar-lis les raons que tenim per no desistir d'aquesta guerra».
Per la seva bravura, va rebre la patent de mestre de camp, el títol de fidalgo i va ser distingit amb l'Orde de Crist. Va morir a Recife el juny de 1662. Els batallons formats exclusivament per soldats afrobrasilers eren anomenats Henriques.

### Antônio Filipe Camarão
Era un cabdill del poble potiguara, nascut amb el nom de Poti (o Potiguaçu). Quan va ser batejat, el nom fou traduït al portuguès (poti i camarão volen dir "gamba" en tupi i portuguès, respectivament). Hi ha dubtes sobre el lloc i l'any de naixement real, tot i que habitualment es considera que havia nascut a l'actual estat de Rio Grande do Norte.
Igual que Henrique Dias va ser responsable de la participació d'afrodescendents, Camarão i la seva esposa Clara, van fer la mateixa crida amb els nadius locals, En la primera batalla de Guararapes, on va comandar l'ala dreta de l'emboscada, va resultar greument ferit. A causa de les lesions, va morir el 24 d'agost de 1648.
La seu de l'ajuntament de Natal, capital de l'estat on pressumiblement va nàixer, rep el nom de Palácio Felipe Camarão; i un barri de la ciutat també duu el seu nom.

### Antônio Dias Cardoso
Poc se sap dels primers anys de Cardoso, s'especula que va néixer a principis del xvii a Porto i que, encara de nen, va viatjar al Brasil acompanyat de la família, on entraria en el cos d'infanteria. Va aprendre dels nadius les tàctiques de guerrilles i emboscades. Tot i haver deixar l'exèrcit l'any 1640, dos anys més tard va reincorporar-se a files per lluitar contra els neerlandesos. Va recórrer el Nord-est, simulant ser un desertor, per espiar l'enemic i per captar i instruir civils de tota mena, de cara a l'eclosió del conflicte. Gràcies als seus coneixements tàctics, va ser una peça clau en l'èxit de la primera batalla de Guararapes, formant dintre del terç de Fernandes Vieira.
Un cop acabada la Insurrecció, va obtenir el rang de mestre de camp i el 1657 va assumir el govern de la capitania de Paraíba. Va morir a Recife l'any 1670. El 1r Batalló de les Forces Especials de l'Exèrcit del Brasil duu el seu nom.

## Llegat

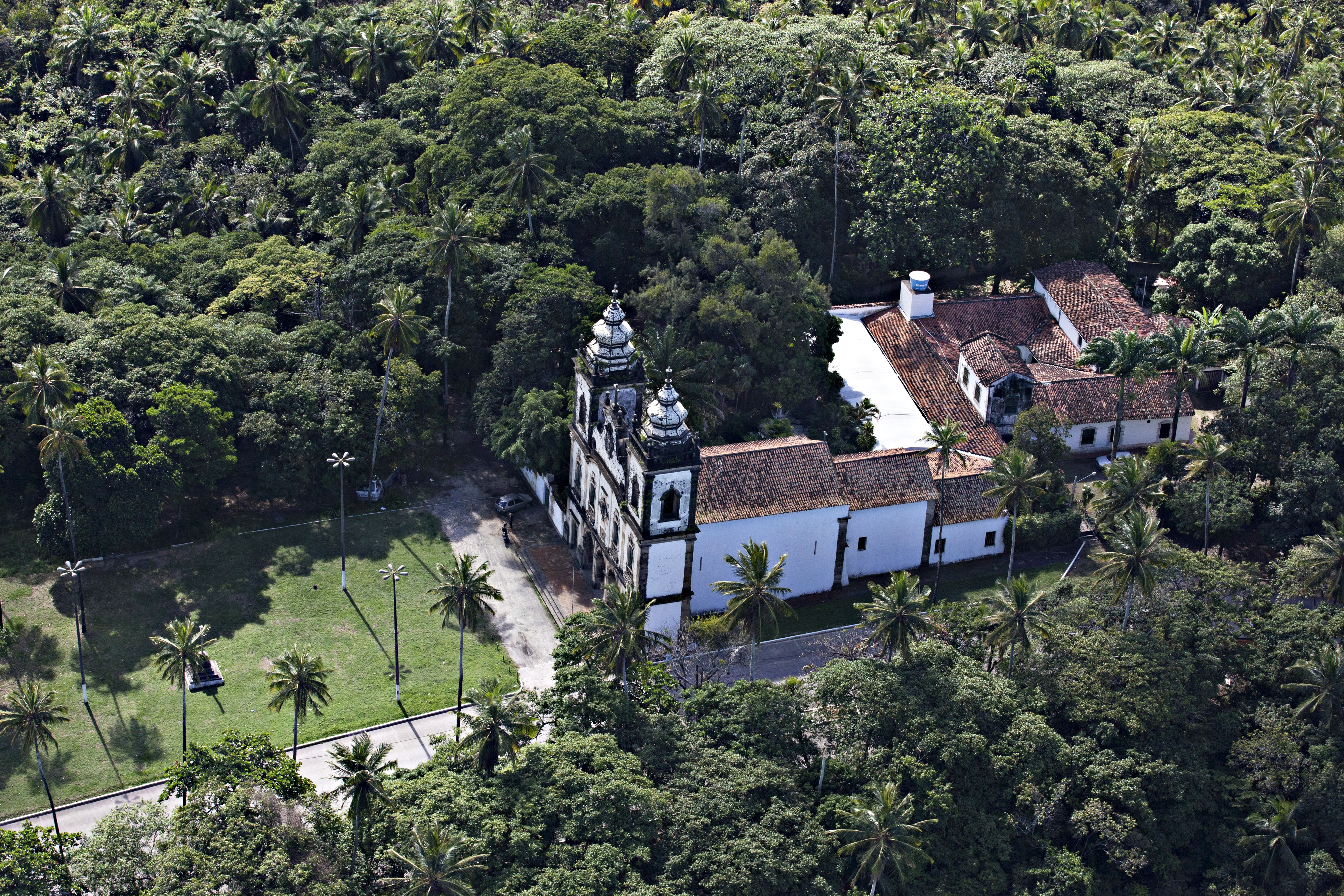
Vista del Parc Històric i l'Esglèsia al Morro dos Guararapes.

Els combats a Guararapes van passar a ser recordats com el primer moment en què el poble del Brasil va unir-se per lluitar contra un enemic comú. Les forces insurgents eren formats per soldats portuguesos, però també per civils ja nascuts a la colònia, indígenes, africans i també s'hi sumaren dones. La data del primer enfrontament a Guararapes (19 d'abril) ha passat a commemorar el Dia de l'Exèrcit del Brasil.
L'any 1971, el govern brasiler va crear el Parc Històric Nacional de Guararapes en els turons que foren l'escenari d'aquestes batalles. En el recinte s'hi situa l'església de Nossa Senhora dos Prazeres, on es troben les restes mortals de Vieira i Vidal de Negreiros.
Per la seva valerosa actuació, l'any 2012, el Govern del Brasil va inscriure el nom dels sis Herois de Guararapes en el Llibre dels Herois i Heroïnes de la Pàtria, un memorial cenotàfic que se situa al Panteó de la Pàtria i de la Llibertat Tancredo Neves de Brasília.